# (8929) Haginoshinji
(8929) Haginoshinji est un astéroïde de la ceinture principale.

## Description
(8929) Haginoshinji est un astéroïde de la ceinture principale. Il fut découvert le 29 décembre 1996 à Ōizumi par Takao Kobayashi. Il présente une orbite caractérisée par un demi-grand axe de 2,34 UA, une excentricité de 0,14 et une inclinaison de 5,7° par rapport à l'écliptique.

## Compléments